# Músculo extensor do indicador
O músculo extensor do índex é um músculo do antebraço.
Ação de extensão do dedo indicador isoladamente, e extensão das articulações da mão. Tem origem na metade distal da face posterior da ulna, membrana interóssea. Tem inserção na face medial da aponeurose dorsal do indicador. 